# NGC 4049
NGC 4049 é uma galáxia espiral (Sd) localizada na direcção da constelação de Coma Berenices. Possui uma declinação de +18° 45' 09" e uma ascensão recta de 12 horas, 02 minutos e 54,5 segundos.
A galáxia NGC 4049 foi descoberta em 27 de Abril de 1785 por William Herschel.